# Hamburg-Hoheluft-Ost
Hoheluft-Ost ist ein Stadtteil der Freien und Hansestadt Hamburg, der durch seine weitgehend erhaltene Gründerzeit-Architektur geprägt ist. Mit rund 16400 Einwohnern pro Quadratkilometer gehört der Stadtteil zusammen mit dem benachbarten Hoheluft-West zu den am dichtest besiedelten Stadtteilen Deutschlands.

## Geografie
Hoheluft-Ost liegt im Bezirk Hamburg-Nord. Der Stadtteil hat die Form eines Vierecks, mit Seiten von einer Länge zwischen 600 und 700 Metern (Ost-West-Seiten) bzw. 900–1000 Metern (Nord-Süd-Seiten). Südöstlich wird der Stadtteil durch den Isebekkanal begrenzt, auf dessen anderer Seite Harvestehude beginnt. Südwestlich bildet die Hoheluftchaussee die Grenze des Stadtteils zu Hoheluft-West, genauer zu dessen Generalsviertel. Nordwestlich reicht Hoheluft-Ost bis an die Martinistraße, auf deren anderer Seite Lokstedt (Stadion Hoheluft) bzw. Eppendorf (UKE) beginnt. Nordöstlich sind Curschmannstraße und Eppendorfer Baum die Grenze zu Eppendorf.
Innerhalb dieser recht engen Grenzen ist die vielbefahrene Breitenfelder Straße (B5, Ring 2) die Hauptverkehrsachse, daneben sind Eppendorfer Weg und Lehmweg größere Straßen.

## Geschichte
→ Zur Entwicklung des Stadtteils vor 1951, siehe: Geschichte von Hoheluft

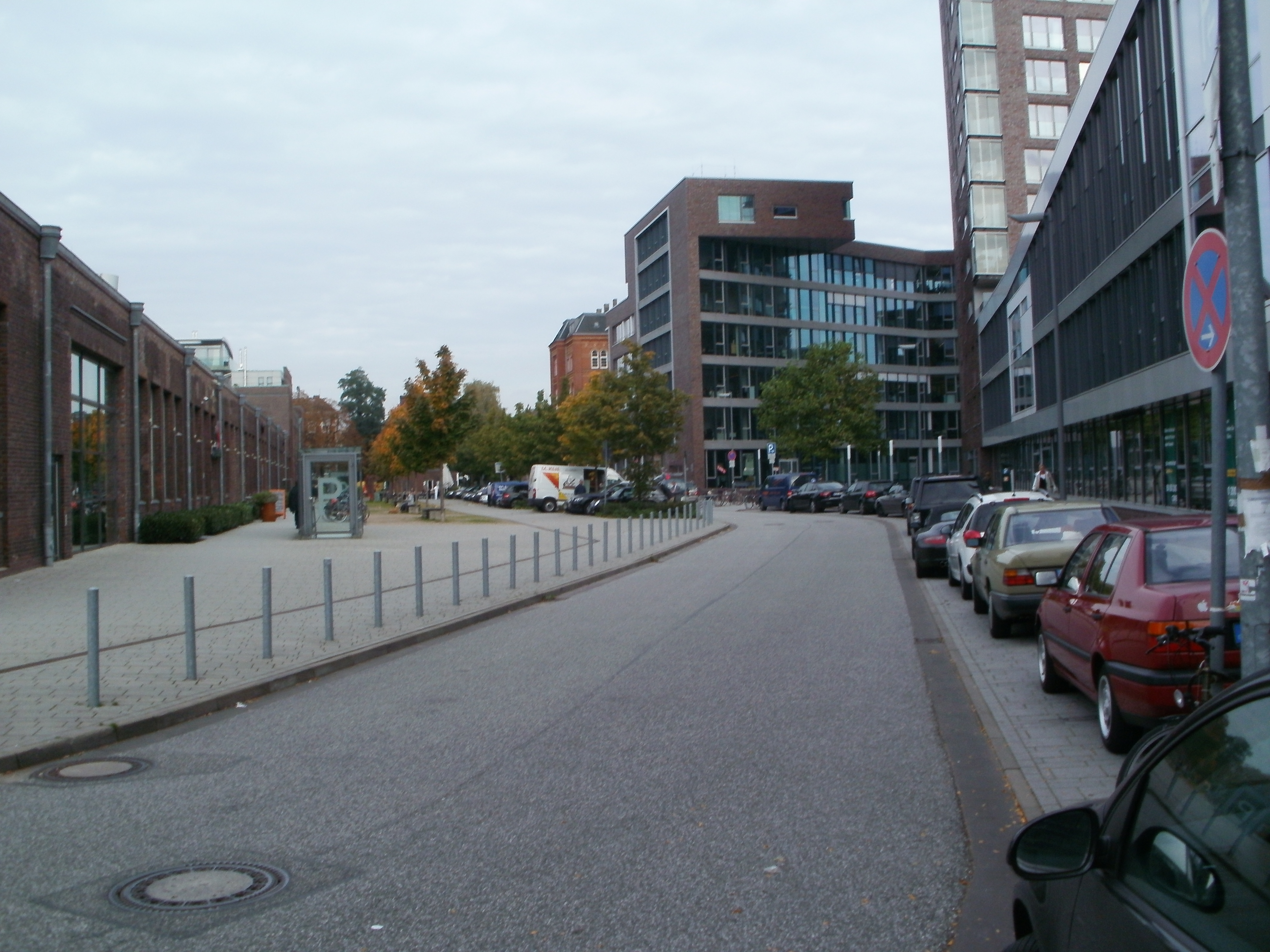
Hamburg Hoheluft-Ost Straßenbahnring, links die alten Hallen der Straßenbahnwerke rechts Neubauten

Hoheluft-Ost wurde 1951 zum eigenständigen Stadtteil im Bezirk Hamburg-Nord. Zuvor war er Teil von Eppendorf und ist in der Struktur von der dortigen Entwicklung beeinflusst. Die Wohnbebauung ist durch Häuser aus der Gründerzeit bestimmt, ein bekanntes Wohnquartier sind die Falkenried-Terrassen, die in der Tradition der Hamburger Wohnterrassen stehen.
Die Fahrzeugwerkstätten Falkenried entstanden aus dem 1892 errichteten Betriebshof der Straßeneisenbahn-Gesellschaft (SEG) an der gleichnamigen Straße und produzierten ab 1894 u. a. Straßenbahnfahrzeuge zunächst für Hamburg, kurze Zeit später in alle Welt. 1999 zog die Tochtergesellschaft der Hamburger Hochbahn von Hoheluft nach Hamburg-Hummelsbüttel. Das freigewordene Areal wurde saniert und beherbergt heute Wohnraum, Geschäfte und Büros an der neu angelegten Straße Straßenbahnring, der an die vorherige Nutzung des Geländes erinnert. Einige der alten Büros, Garagen und Hallen wurden erhalten; es wurden aber auch etliche Neubauten auf dem Areal errichtet.

## Statistik
- Anteil der unter 18-Jährigen: 12,8 % [Hamburger Durchschnitt: 16,8 % (2023)][3]
- Anteil der über 64-Jährigen: 17,3 % [Hamburger Durchschnitt: 17,8 % (2023)][3]
- Ausländeranteil: 11,5 % [Hamburger Durchschnitt: 20,7 % (2023)][3]
- Arbeitslosenquote: 4,1 % [Hamburger Durchschnitt: 6,2 % (2023)][3]

Das durchschnittliche Einkommen je Steuerpflichtigen beträgt in Hoheluft-Ost 69.391 jährlich (2023), der Hamburger Gesamtdurchschnitt liegt bei 48.035 Euro.

## Politik
Für die Wahl zur Hamburgischen Bürgerschaft gehört Hoheluft-Ost zum Wahlkreis Eppendorf – Winterhude.
| Wahljahr  | Ergebnisse der Bürgerschaftswahlen Hoheluft-Ost | Ergebnisse der Bürgerschaftswahlen Hoheluft-Ost | Ergebnisse der Bürgerschaftswahlen Hoheluft-Ost | Ergebnisse der Bürgerschaftswahlen Hoheluft-Ost | Ergebnisse der Bürgerschaftswahlen Hoheluft-Ost | Ergebnisse der Bürgerschaftswahlen Hoheluft-Ost | Ergebnisse der Bürgerschaftswahlen Hoheluft-Ost |
| Wahljahr  | SPD                                             | Grüne (a)                                       | CDU                                             | Linke (b)                                       | FDP                                             | AfD                                             | Übrige                                          |
| --------- | ----------------------------------------------- | ----------------------------------------------- | ----------------------------------------------- | ----------------------------------------------- | ----------------------------------------------- | ----------------------------------------------- | ----------------------------------------------- |
| 2025      | 30,2 %                                          | 27,2 %                                          | 19,8 %                                          | 08,9 %                                          | 03,9 %                                          | 03,2 %                                          | 06,8 %                                          |
| 2020      | 33,0 %                                          | 35,1 %                                          | 09,3 %                                          | 08,6 %                                          | 06,6 %                                          | 02,3 %                                          | 05,1 %                                          |
| 2015      | 42,7 %                                          | 18,6 %                                          | 13,6 %                                          | 08,4 %                                          | 10,8 %                                          | 02,1 %                                          | 03,8 %                                          |
| 2011      | 47,4 %                                          | 17,1 %                                          | 15,8 %                                          | 05,7 %                                          | 09,8 %                                          | –                                               | 04,2 %                                          |
| 2008      | 34,8 %                                          | 14,6 %                                          | 39,4 %                                          | 04,8 %                                          | 05,3 %                                          | –                                               | 01,0 %                                          |
| 2004      | 33,8 %                                          | 21,7 %                                          | 37,4 %                                          | –                                               | 02,9 %                                          | –                                               | 04,2 %                                          |
| 2001      | 39,5 %                                          | 21,8 %                                          | 17,9 %                                          | 00,4 %                                          | 05,9 %                                          | –                                               | 14,5 % (c)                                      |
| 1997      | 35,3 %                                          | 25,7 %                                          | 24,3 %                                          | 00,6 %                                          | 04,6 %                                          | –                                               | 09,5 %                                          |
| 1993      | 39,2 %                                          | 26,8 %                                          | 17,8 %                                          | –                                               | 04,5 %                                          | –                                               | 11,7 %                                          |
| 1991      | 50,8 %                                          | 14,8 %                                          | 24,9 %                                          | 00,7 %                                          | 05,7 %                                          | –                                               | 03,1 %                                          |
| 1987      | 49,7 %                                          | 14,1 %                                          | 28,6 %                                          | –                                               | 06,3 %                                          | –                                               | 01,3 %                                          |
| 1986      | 41,9 %                                          | 20,1 %                                          | 31,6 %                                          | –                                               | 05,3 %                                          | –                                               | 01,1 %                                          |
| Dez. 1982 | 52,7 %                                          | 13,5 %                                          | 30,2 %                                          | –                                               | 02,6 %                                          | –                                               | 01,0 %                                          |
| Juni 1982 | 44,6 %                                          | 14,2 %                                          | 34,7 %                                          | –                                               | 04,6 %                                          | –                                               | 01,9 %                                          |
| 1978      | 50,6 %                                          | 08,0 %                                          | 30,8 %                                          | –                                               | 06,5 %                                          | –                                               | 04,1 %                                          |
| 1974      | 45,7 %                                          | –                                               | 37,0 %                                          | –                                               | 12,5 %                                          | –                                               | 03,8 %                                          |
| 1970      | 55,3 %                                          | –                                               | 31,8 %                                          | –                                               | 07,4 %                                          | –                                               | 04,5 %                                          |
| 1966      | 57,0 %                                          | –                                               | 30,8 %                                          | –                                               | 07,6 %                                          | –                                               | 04,6 %                                          |

Bei Bezirksversammlungswahlen gehört der Stadtteil zum Wahlkreis Eppendorf / Hoheluft-Ost. Bei Bundestagswahlen zählt Hoheluft-Ost zum Bundestagswahlkreis Hamburg-Nord.

## Wirtschaft und Infrastruktur

### Bildung

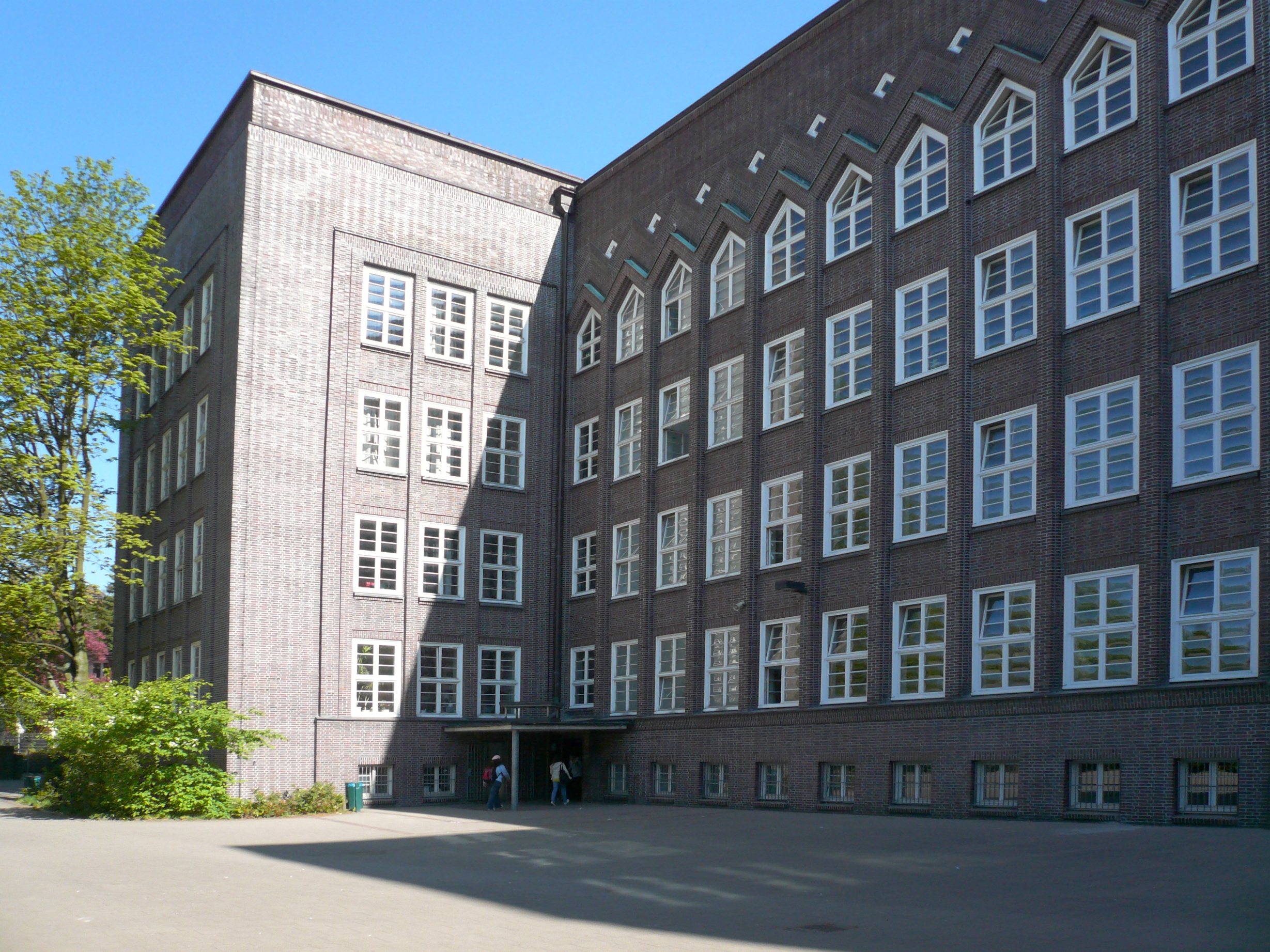
Innenhof der Stadtteilschule Eppendorf an der Curschmannstraße

Die Stadtteilschule Eppendorf (ehemaliges Lyzeum Curschmannstraße und Volksschule Löwenstraße) und die Grundschule Eppendorf befinden sich trotz ihres Namens an der nordöstlichen Ecke des Stadtteils, umgrenzt von Curschmannstraße, Martinistraße, Breitenfelder Straße und Löwenstraße. Das heute denkmalgeschützte Gebäude der Stadtteilschule wurde 1926–1928 nach Plänen von Fritz Höger errichtet.

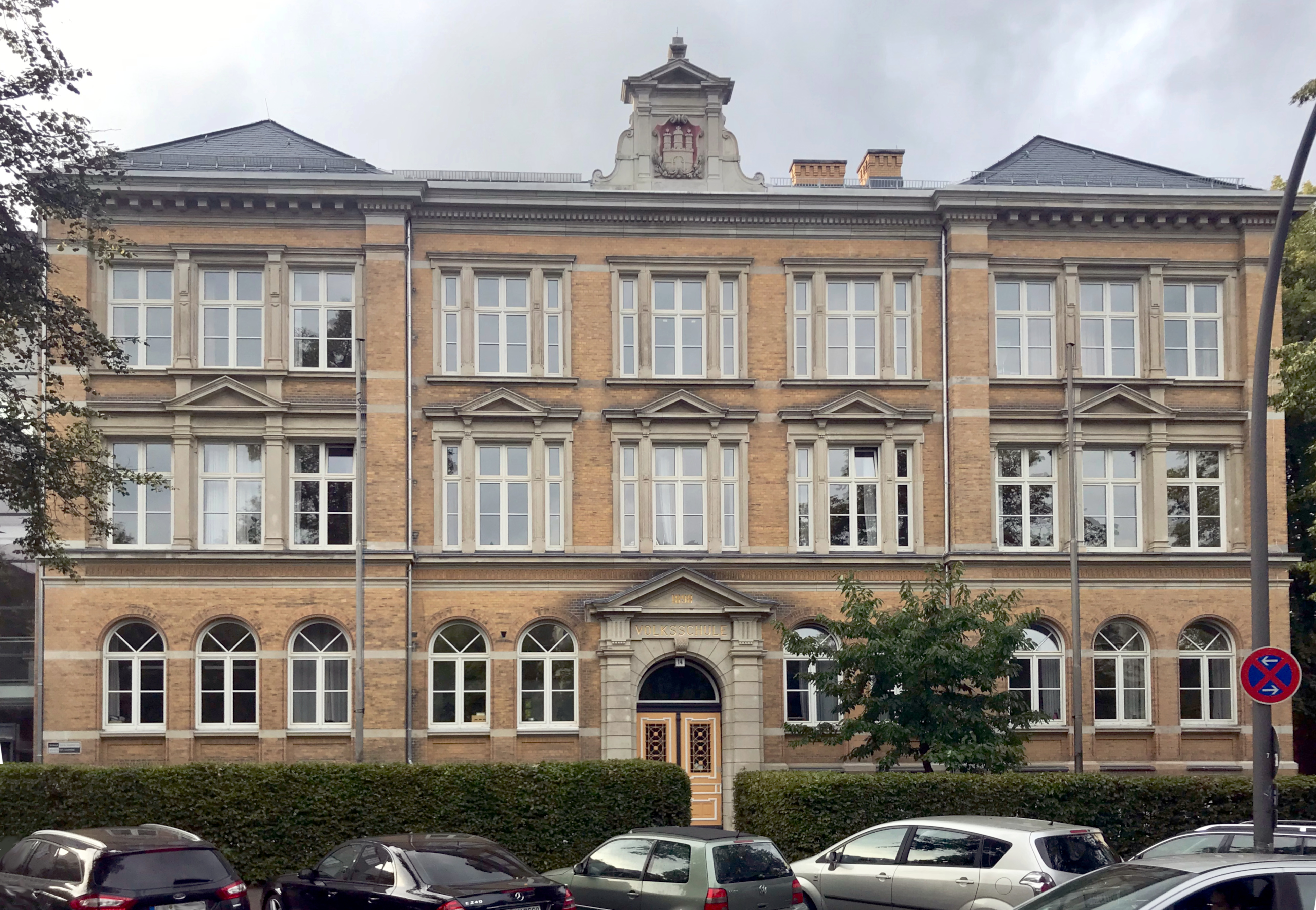
Oberstufenhaus der Ida-Ehre-Schule am Lehmweg

Am Lehmweg 14 ist seit 1984 das Oberstufenhaus der Ida-Ehre-Schule (ehemals Jahnschule) untergebracht. Das Schulgebäude wurde 1898 nach Plänen von Carl Johann Christian Zimmermann für die Volksschule Lehmweg errichtet und steht unter Denkmalschutz.

### Verkehr
An der Kreuzung der Hoheluftchaussee mit dem Straßenzug Gärtnerstraße – Breitenfelder Straße (Teil des Ring 2) zweigt die Bundesstraße 447 von der Bundesstraße 5 ab. Beide großen Straßenzüge haben je Richtung zwei Fahrstreifen.
Am 5. Mai 1870 wurde bis zum ehemaligen Grenzhaus (bei der Martinistraße) eine Pferdebahn durch die Hoheluftchaussee gelegt und 1894 elektrifiziert. 1900 erhielt diese Linie die Nummer 2, und als 2 oder von 1925 bis 1953 auch als 22 und später auch mit der Verstärker-Linie 4 verkehrte die Straßenbahn dort bis 1978.
Anlagen für den Schienenverkehr gibt es direkt in Hoheluft-Ost seit Einstellung der letzten Straßenbahnlinie 2 im Jahr 1978 nicht mehr. Der seit 1912 bestehende U-Bahnhof Hoheluftbrücke der U-Bahn-Linie U3 (Ringlinie) liegt jenseits des Isebekkanals in Harvestehude. Die ehemalige Straßenbahntrasse in der Mitte der Hoheluftchaussee wird heute als Busspur genutzt; die dort verkehrende Metrobus-Linie 5 ist mit tägl. ca. 60.000 Fahrgästen (Stand: 2007) eine der meistfrequentierten Buslinien Deutschlands.
Im Stadtteil gibt es wenige Parkplätze, da zur Bauzeit der Gründerzeithäuser keine Tiefgaragen angelegt wurden. Jedoch besitzen die Bewohner von Hoheluft mit 0,287 Fahrzeugen pro Bewohner (Stand 2017) auch deutlich weniger Kfz als der Durchschnitt im Bezirks oder in der Stadt.

## Bauwerke
- St.-Markus an der Heider Straße 1, evangelische Kirche
- ehemalige Eben-Ezer-Kirche am Abendrothsweg 43, eine evangelisch-methodistische Kirche
- Neuapostolische Kirche am Abendrothsweg 18
- Das Onkel Pö, ein ehemaliger Jazzclub an der Ecke Lehmweg/Eppendorfer Weg
- Ensemble ehemalige Fahrzeugwerkstätten Falkenried Hallen, Verwaltung und Pförtner Gebäude am heutigen Straßenbahnring
- Die Falkenried-Terrassen, ehemalige Arbeiterwohnungen der Fahrzeugwerkstätten Falkenried